# Híd

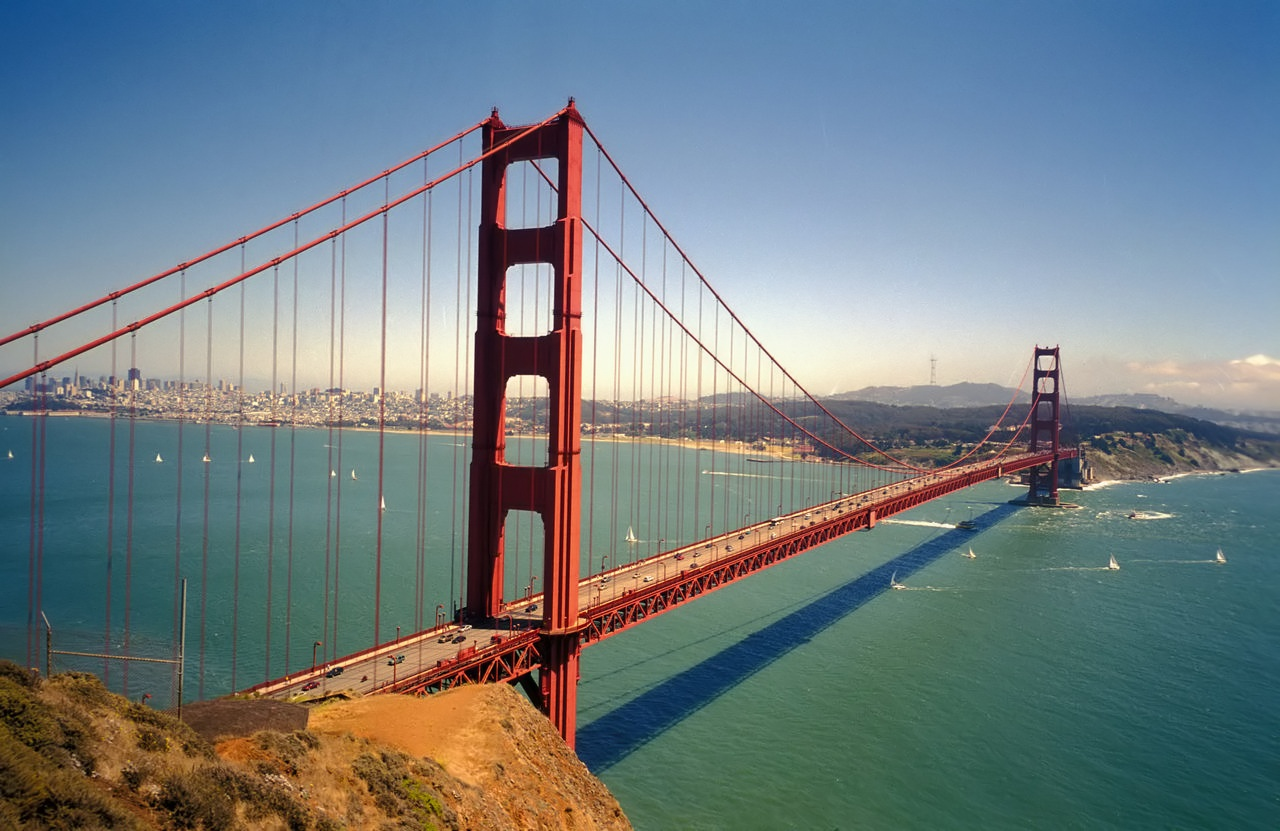
A Golden Gate híd San Franciscóban

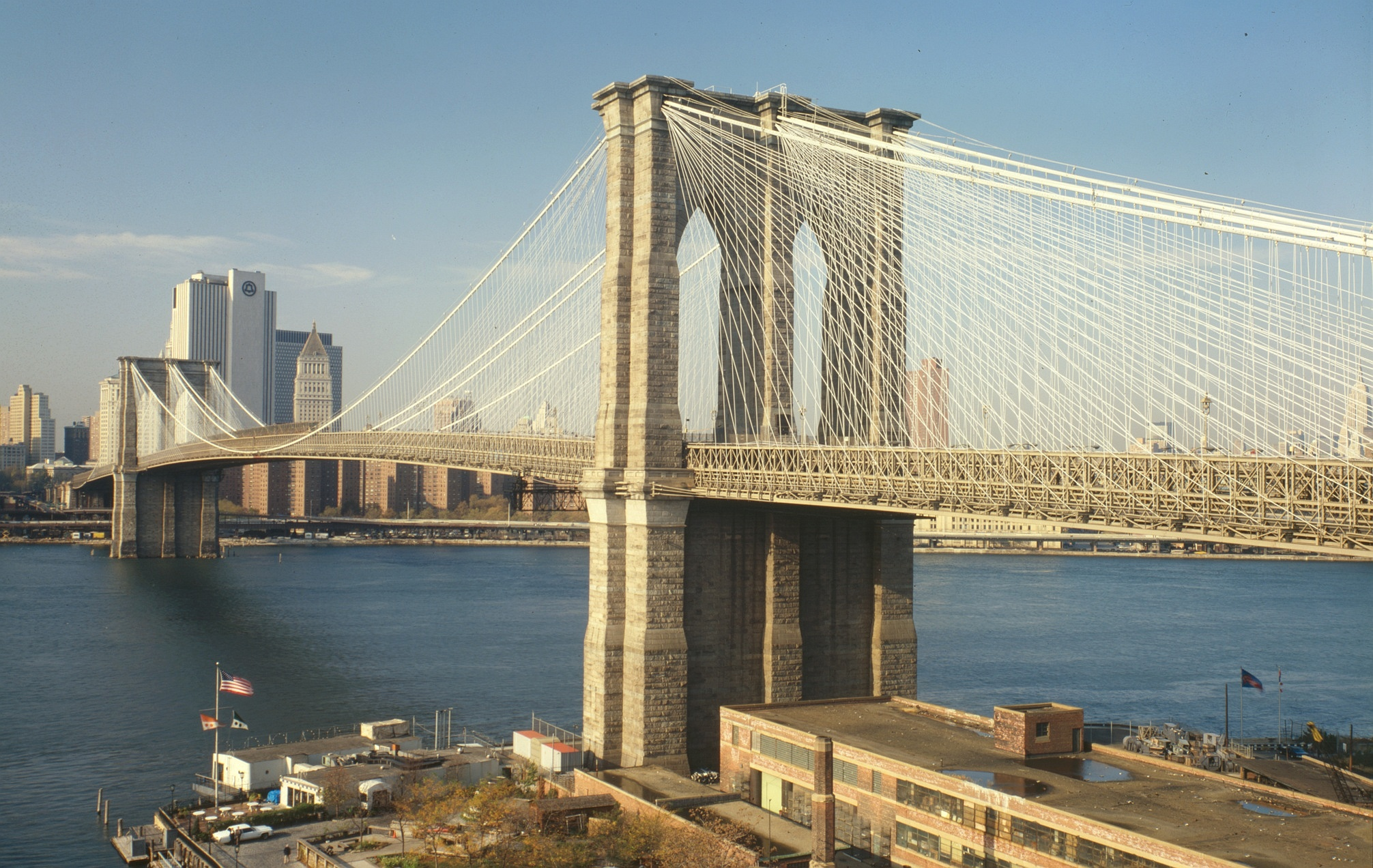
A Brooklyn híd New Yorkban

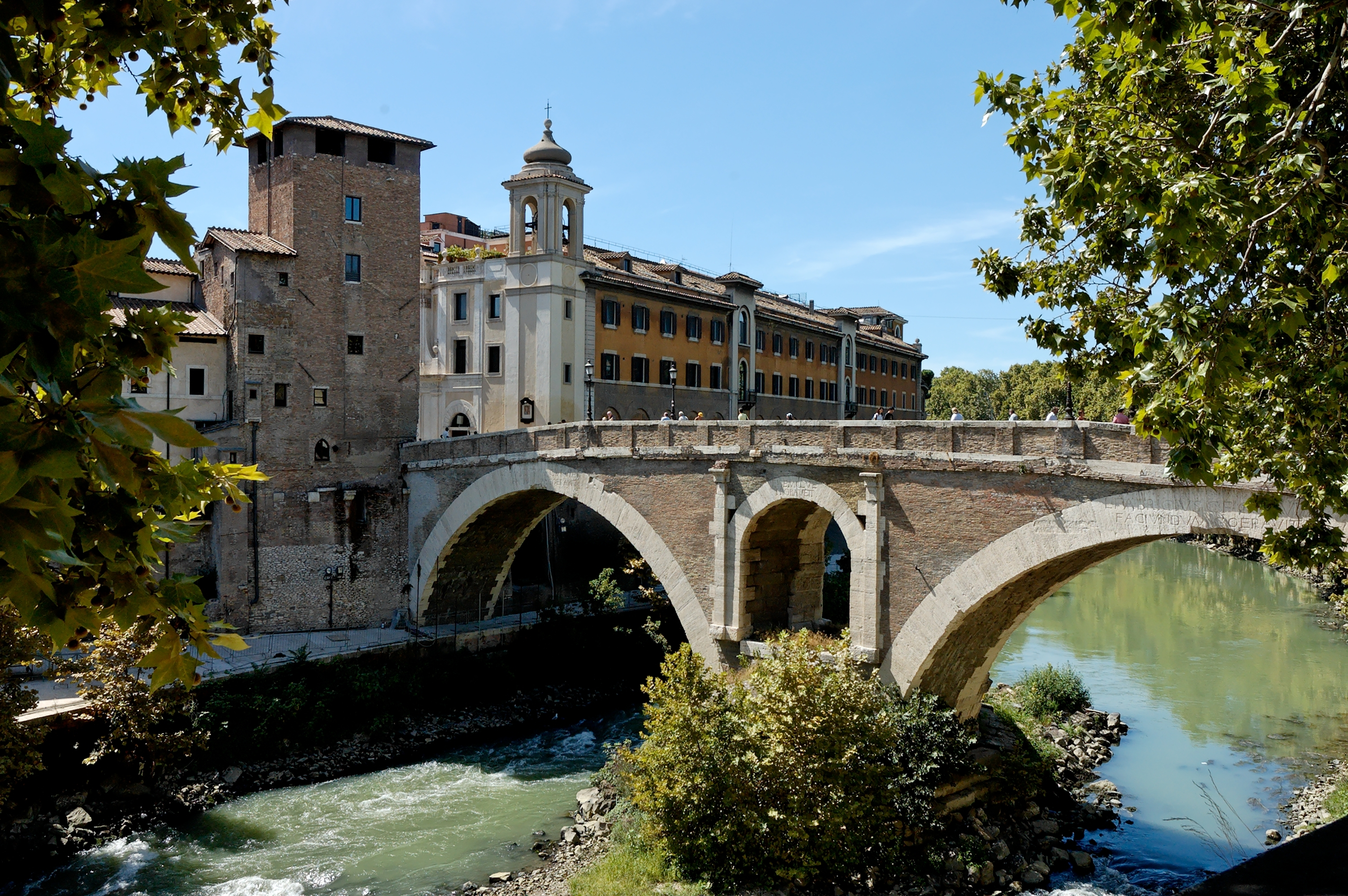
A Ponts Fabricio Rómában

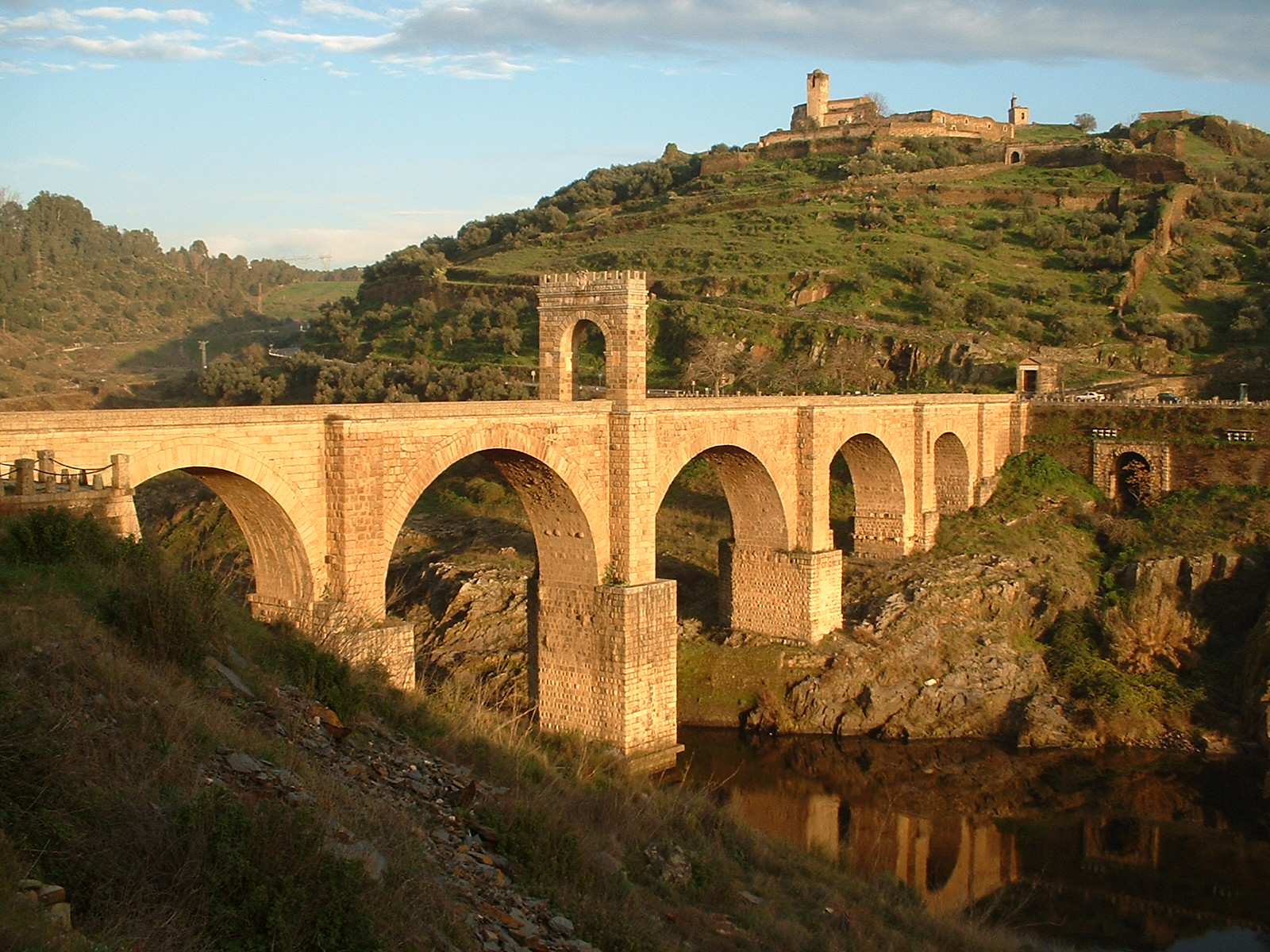
A Puente de Alcántara Spanyolországban

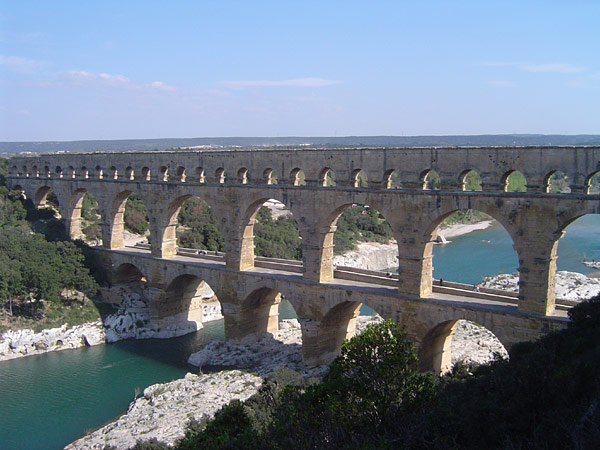
A Pont du Gard Dél-Franciaországban

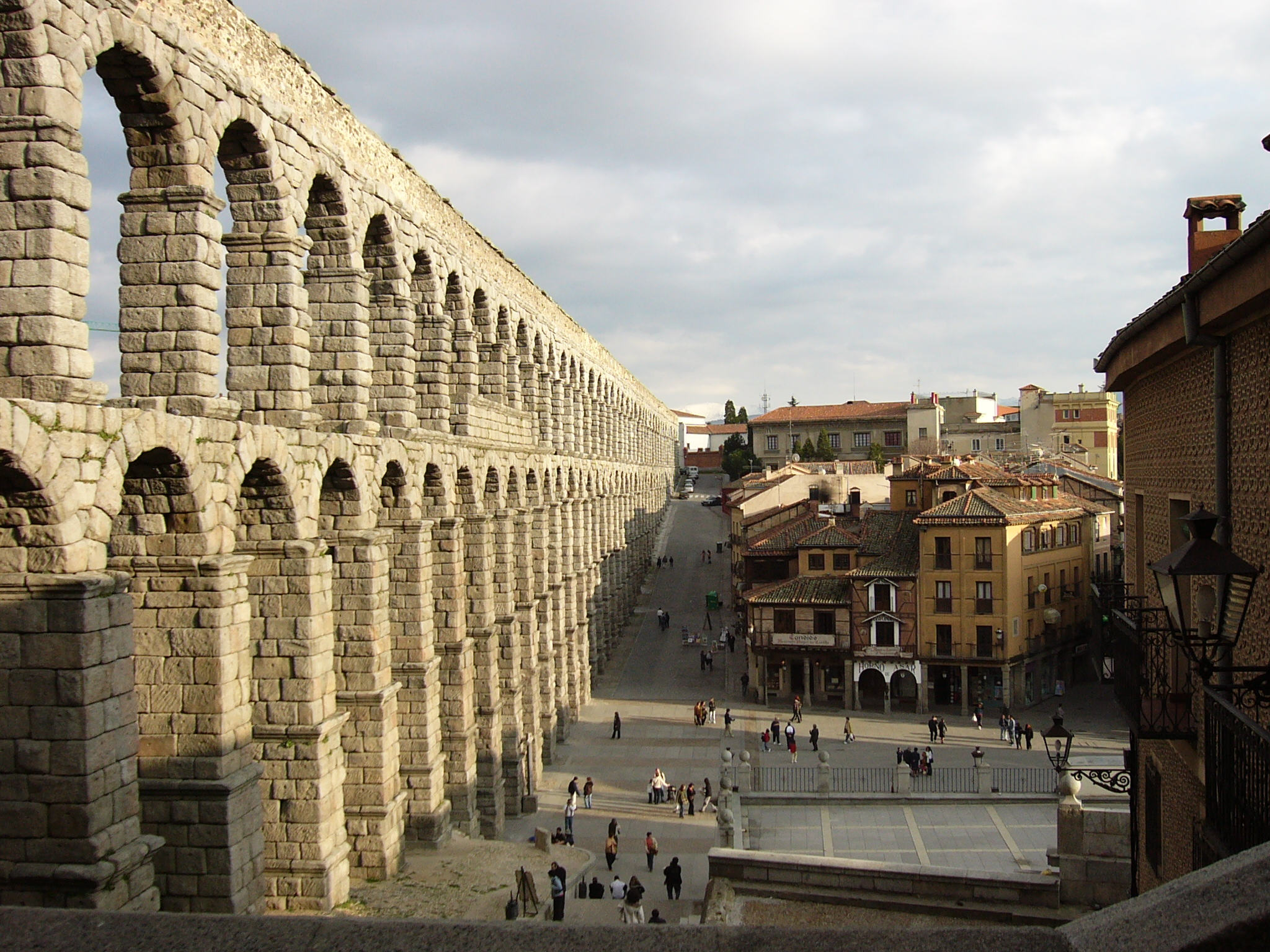
A segoviai akvadukt Közép-Spanyolországban

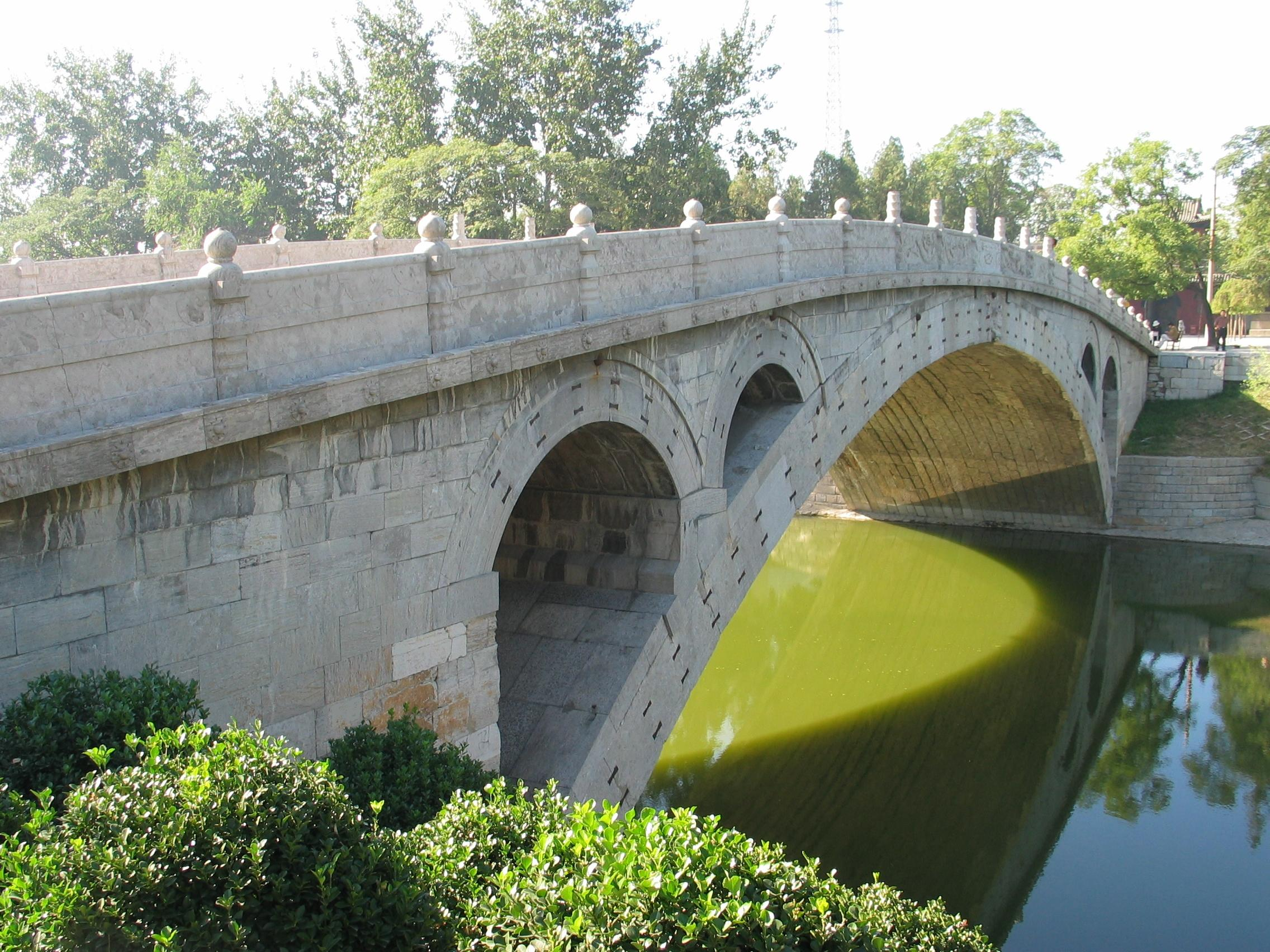
Az An Ji híd Kínában

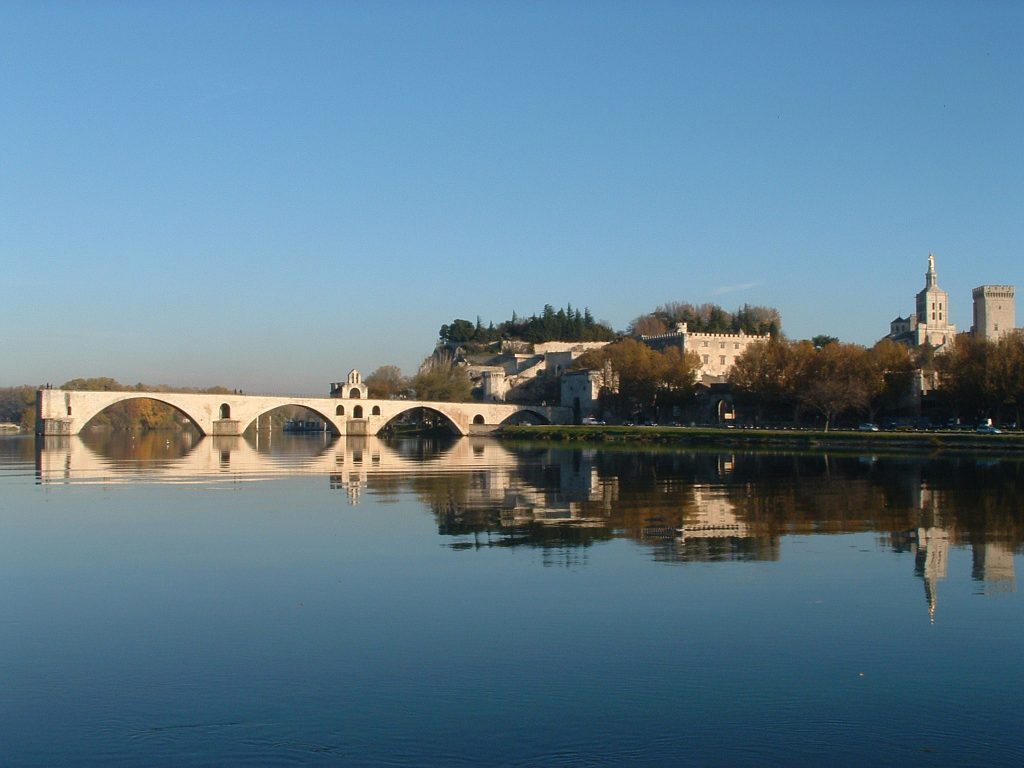
A Pont d’Avignon Dél-Franciaországban

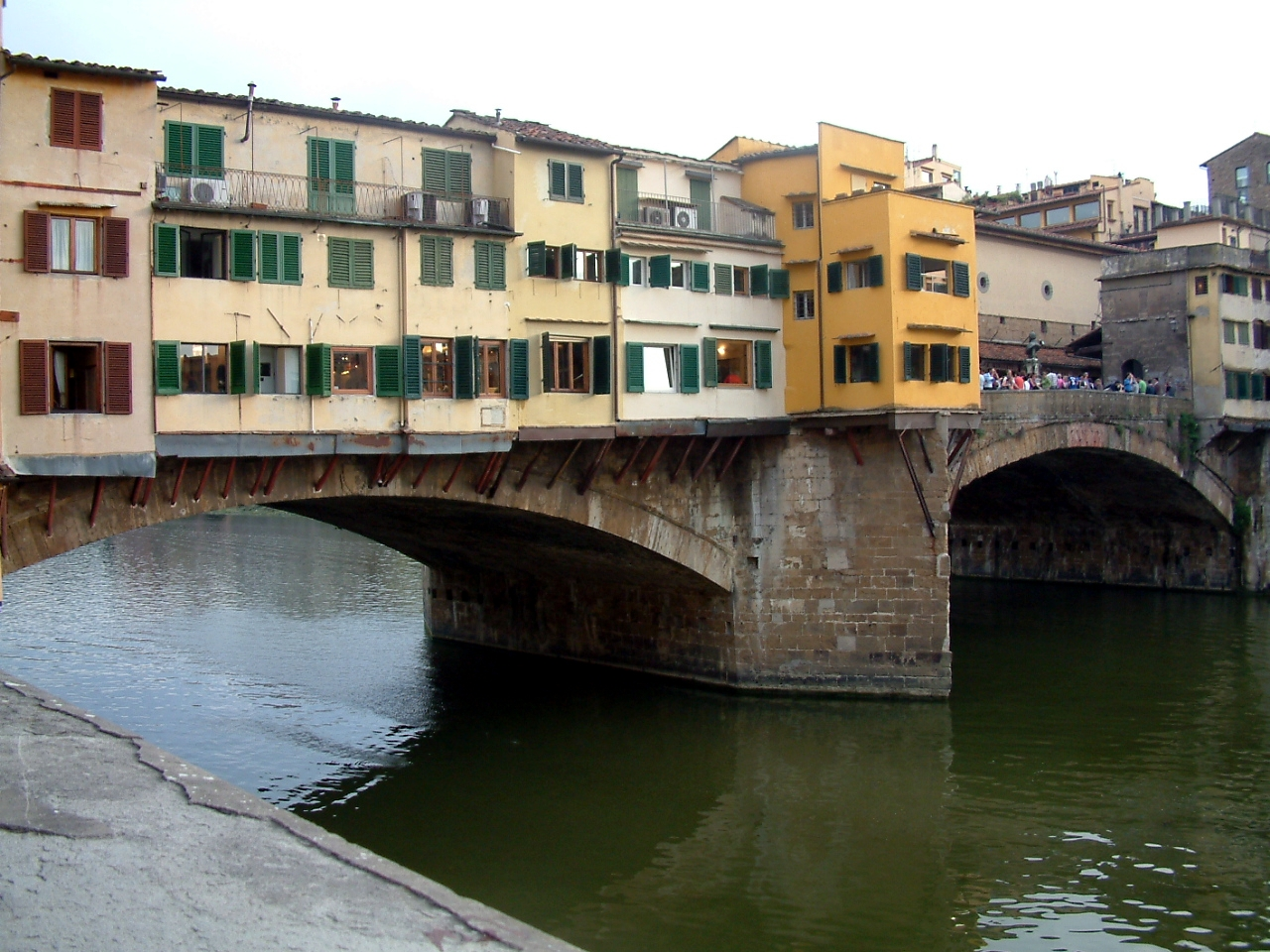
A Ponte Vecchio Firenzében

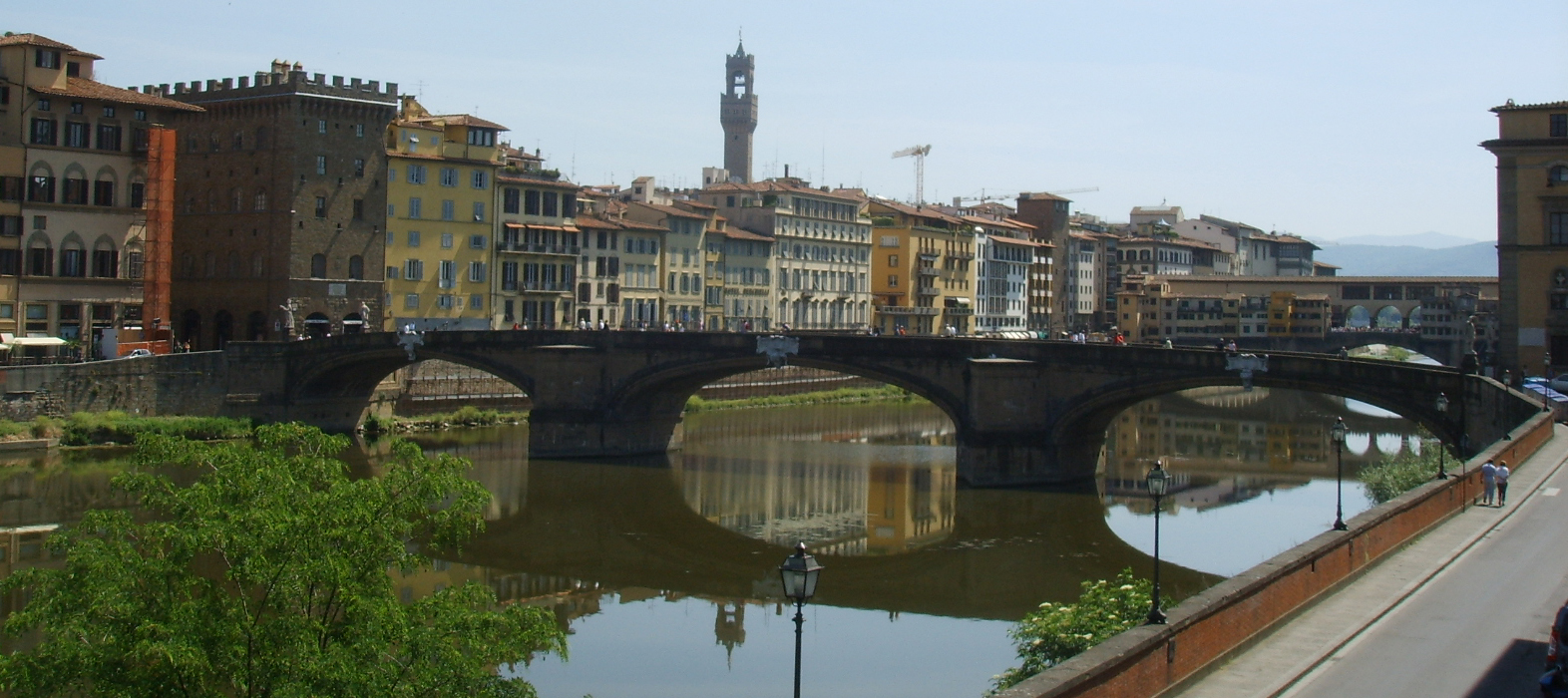
A Ponte Santa Trinita Firenzében

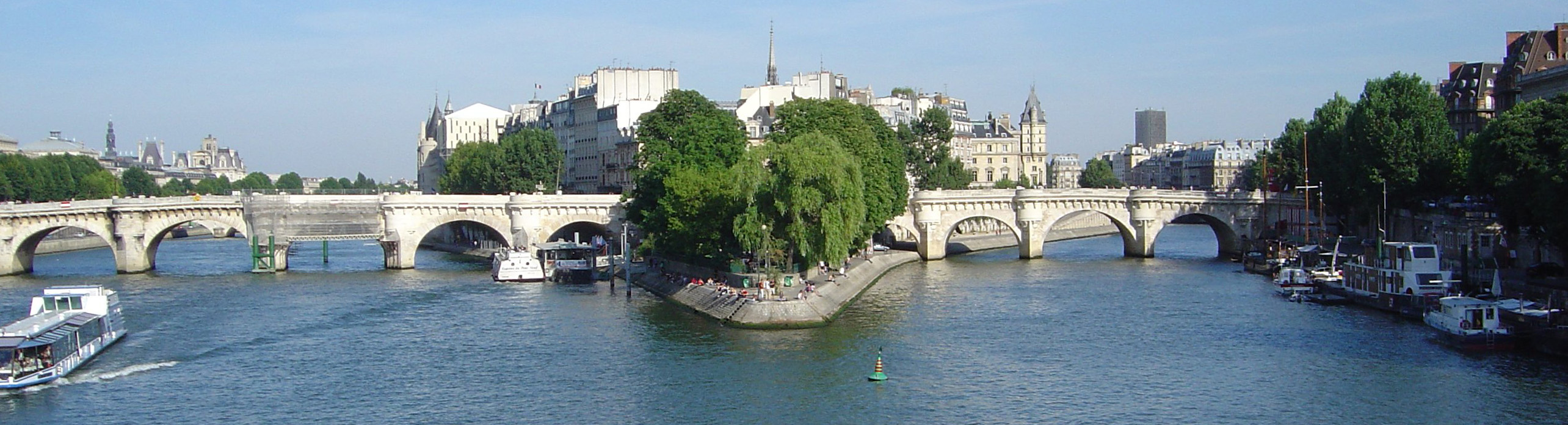
A Pont Neuf Párizsban

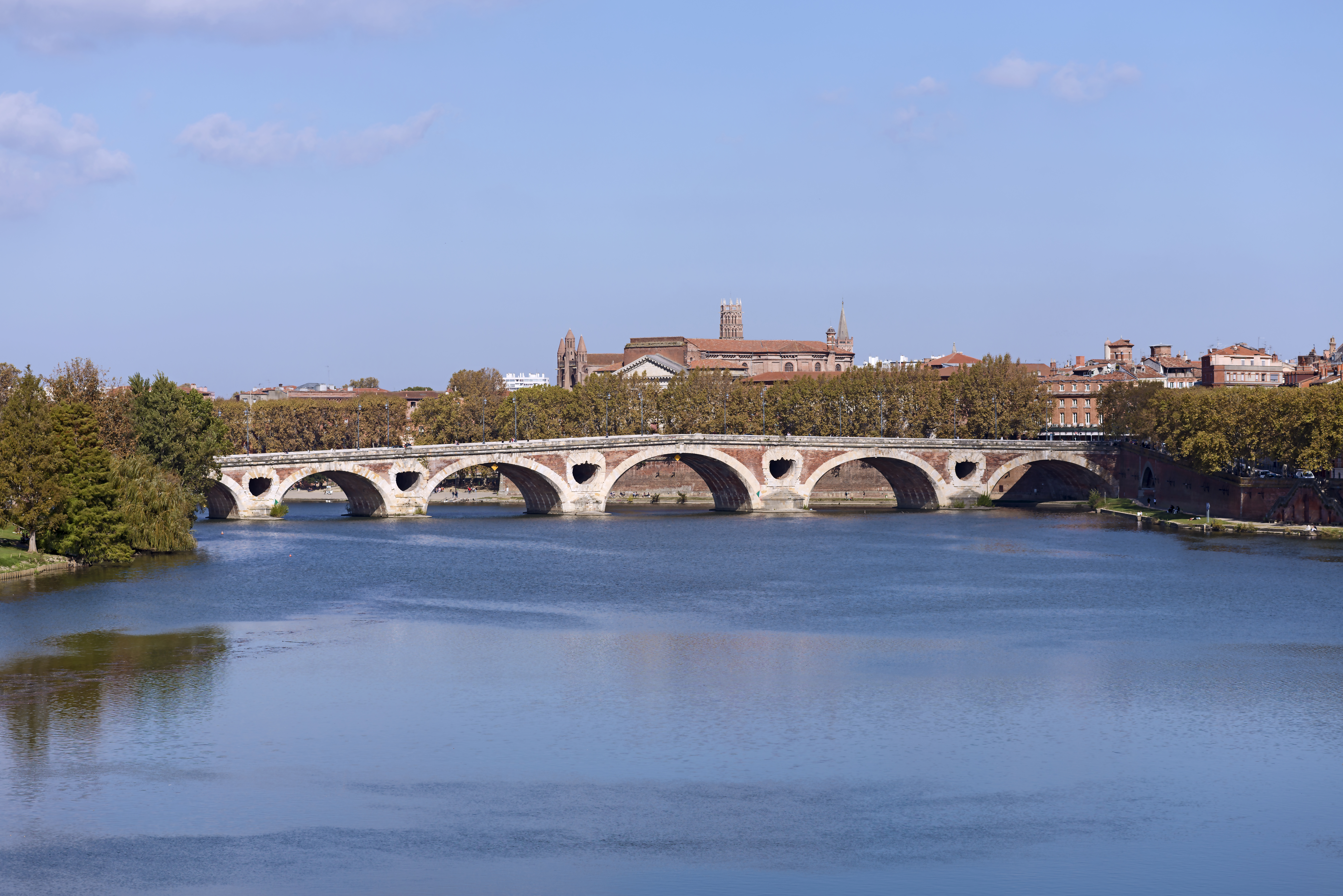
A Pont Neuf Toulouse-ban

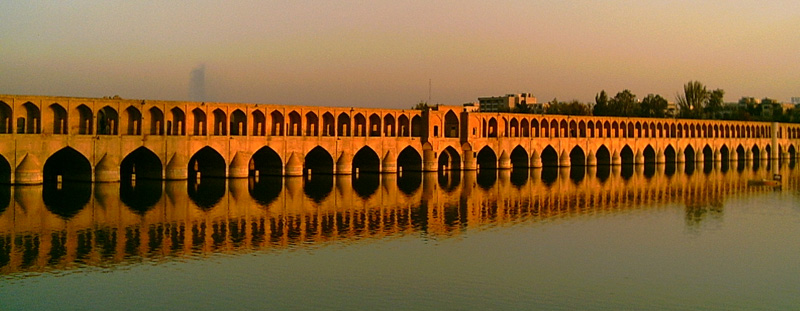
Az Alláhvirdí kán hídja Iránban (1597)

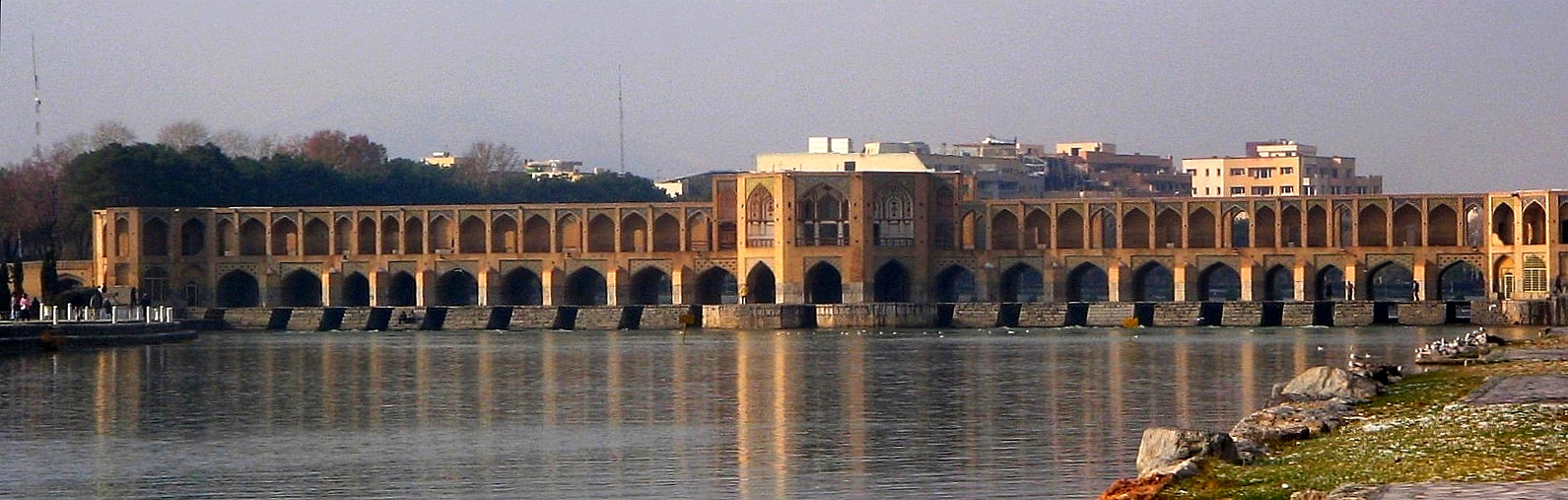
A Hádzsu híd Iránban (17. század közepe)

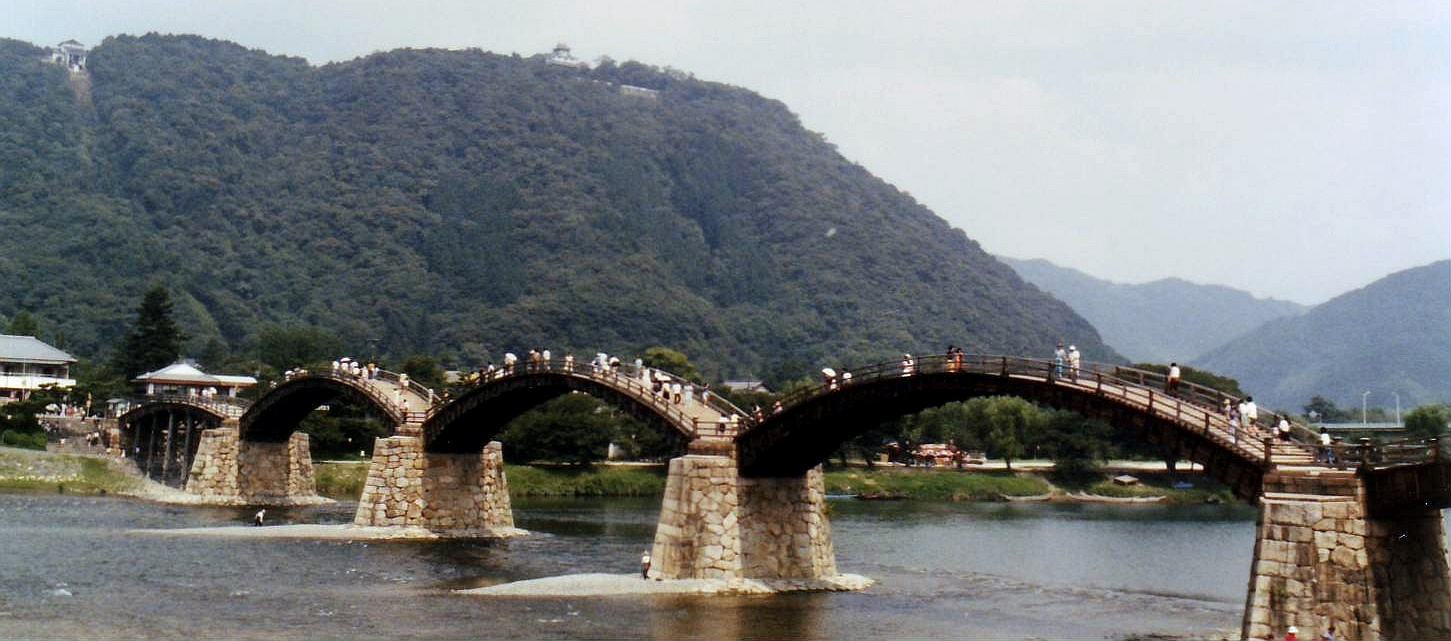
A Kintai híd Japánban (1673)

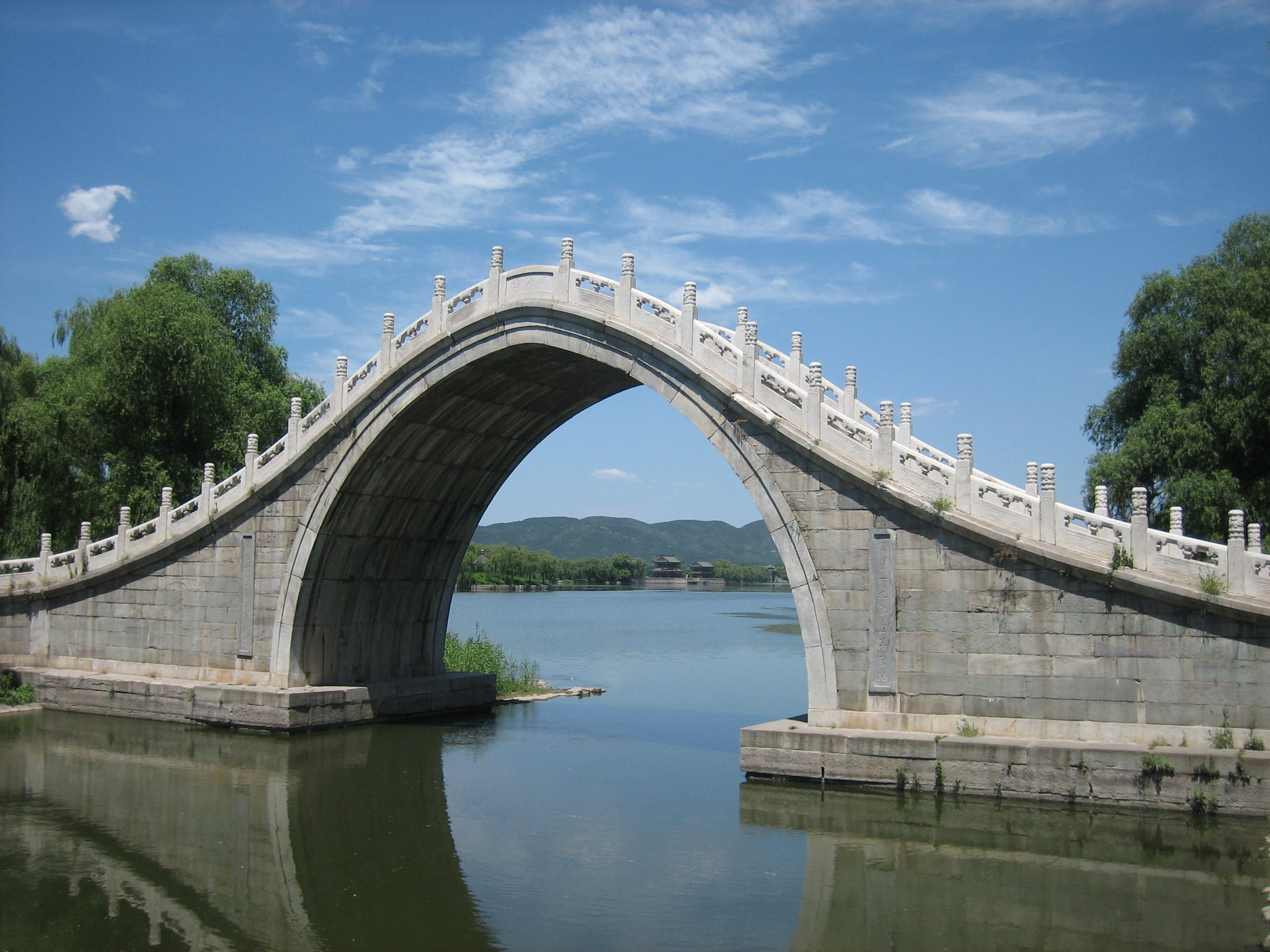
A Jáde-öv híd a pekingi Nyári Palotában (1764)

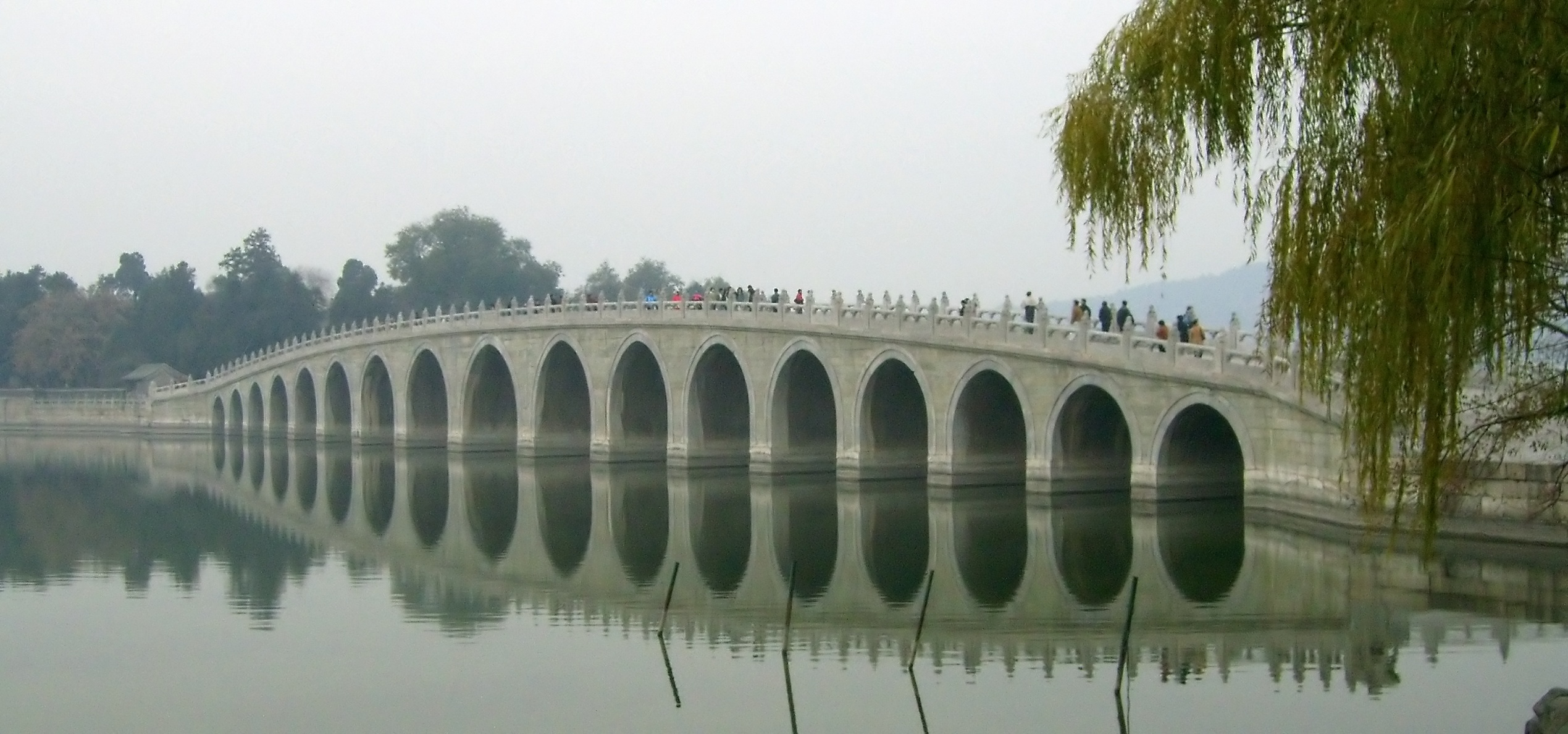
A 17 boltozatú híd a pekingi Nyári Palotában

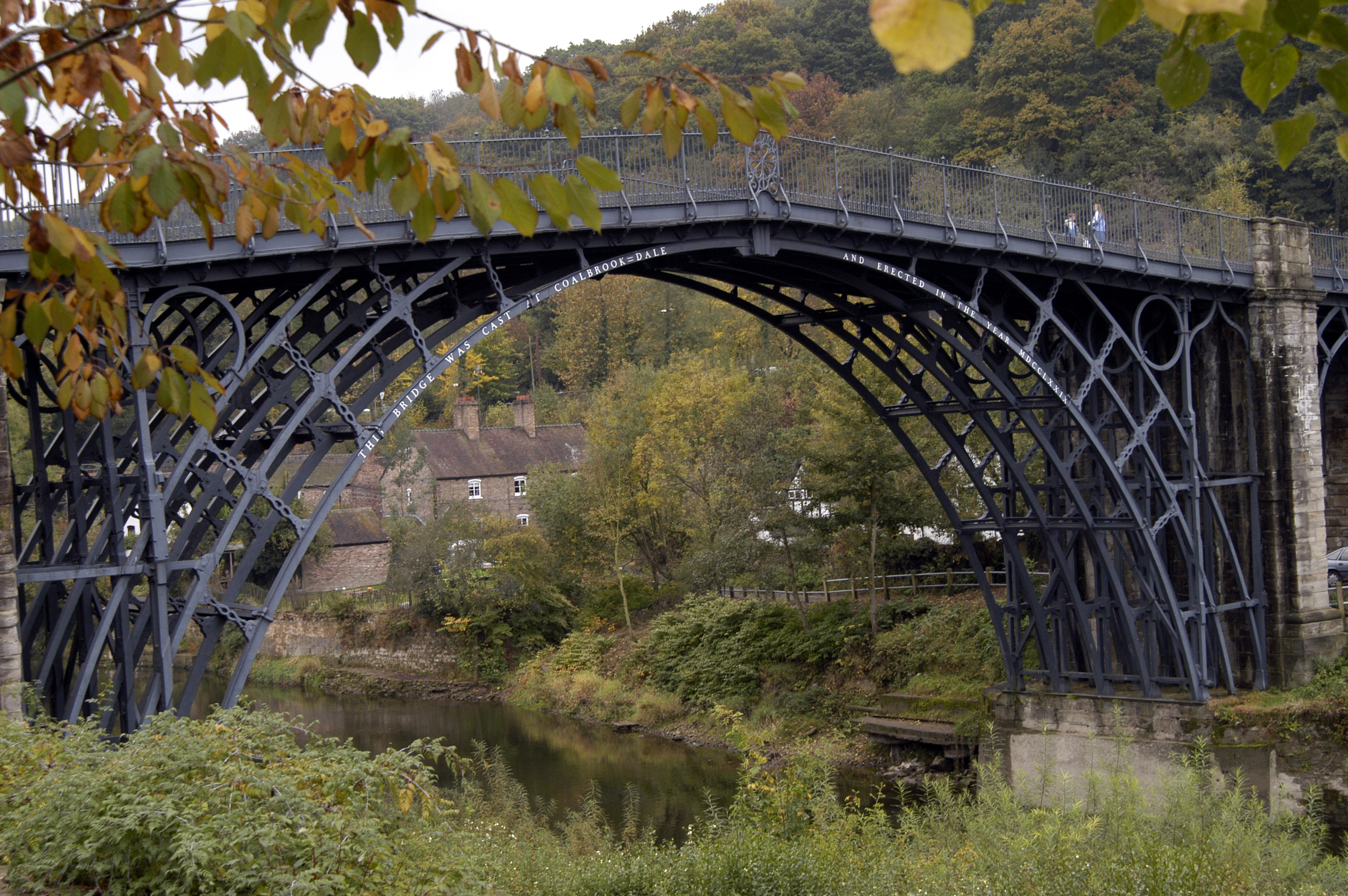
Az Iron Bridge, az első öntöttvas ívhíd

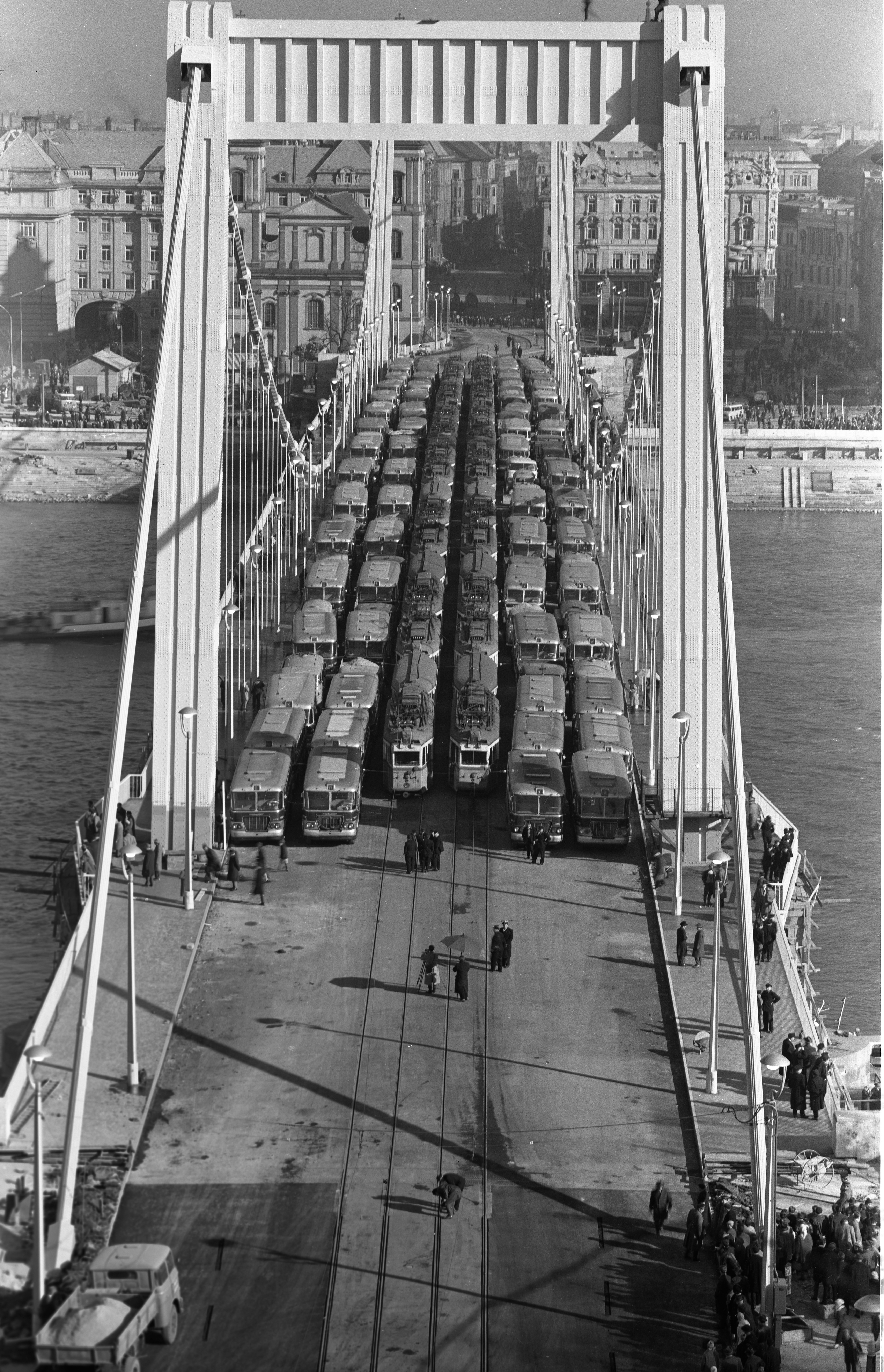
Az Erzsébet híd próbaterhelése (1964)

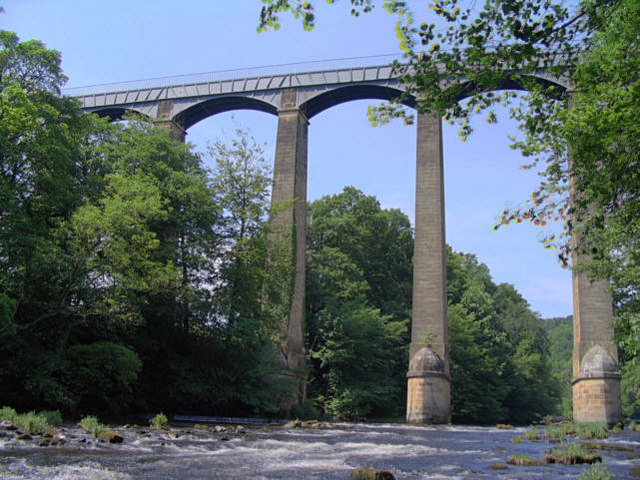
A Pontcysyllte akvadukt

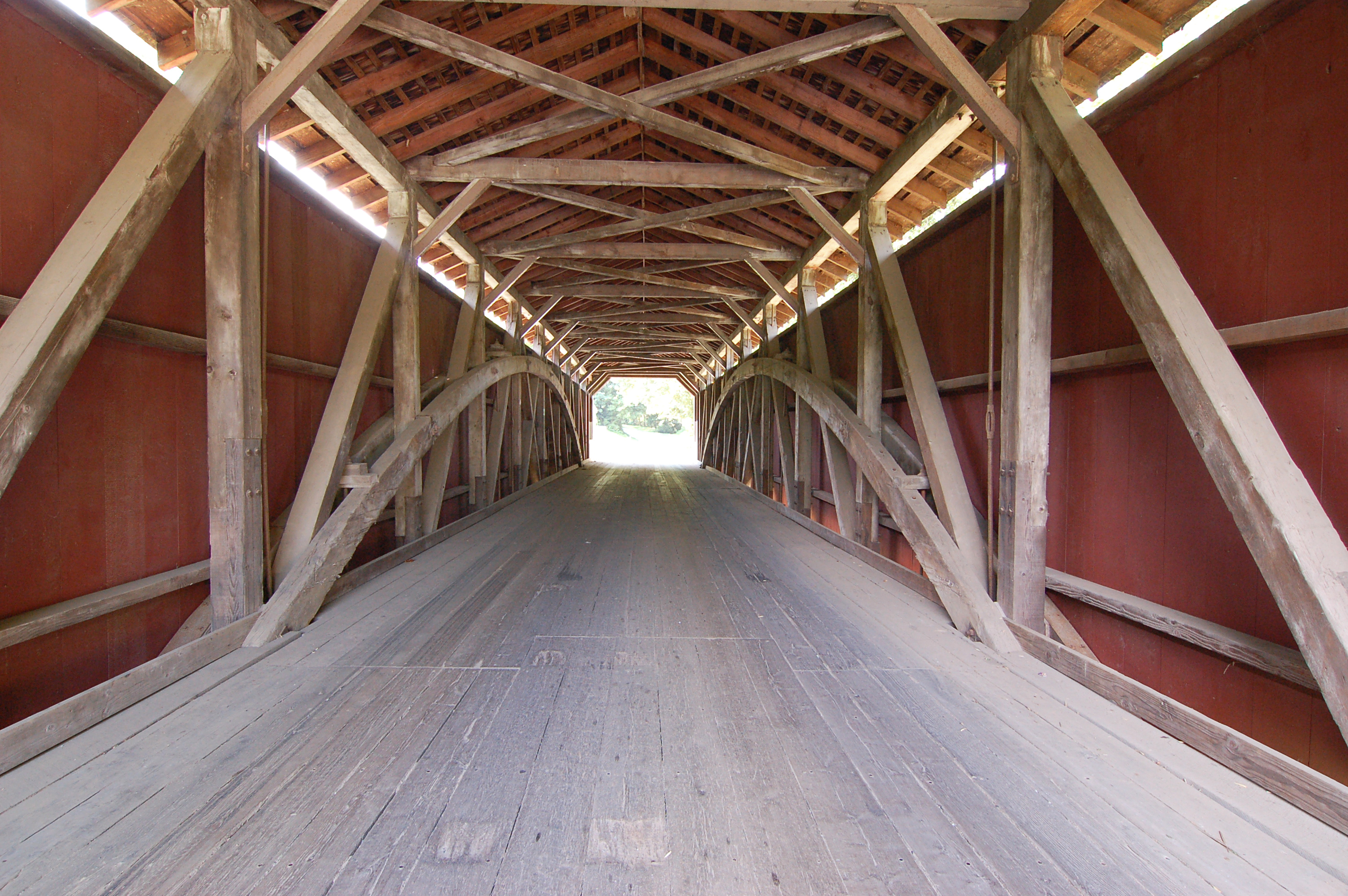
Fedett amerikai híd (19. század közepe)

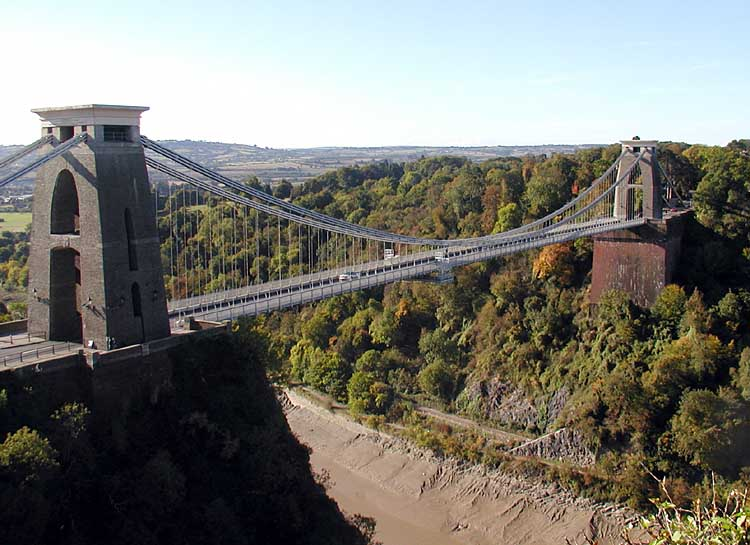
A Clifton lánchíd

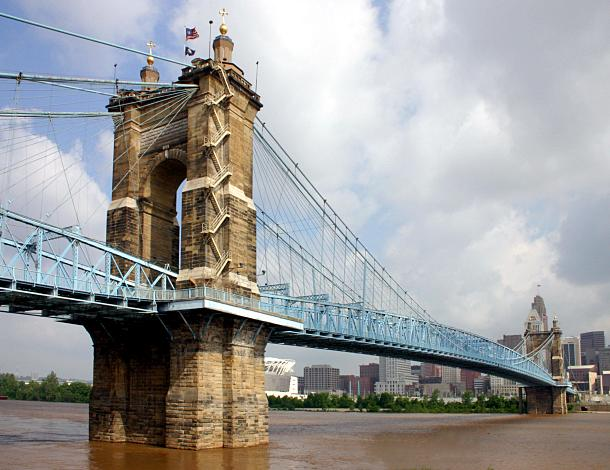
A John A. Roebling függőhíd az Ohio folyón

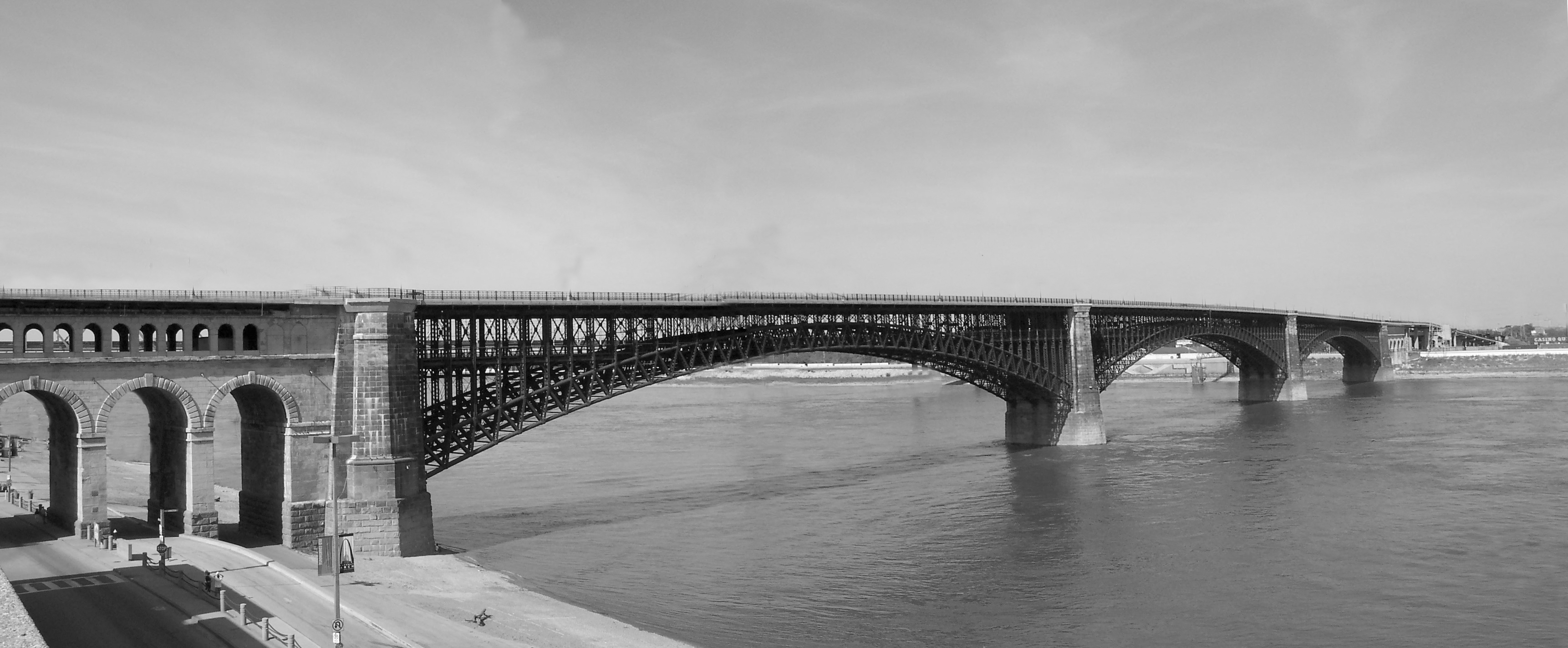
Az Eads híd a Mississippin

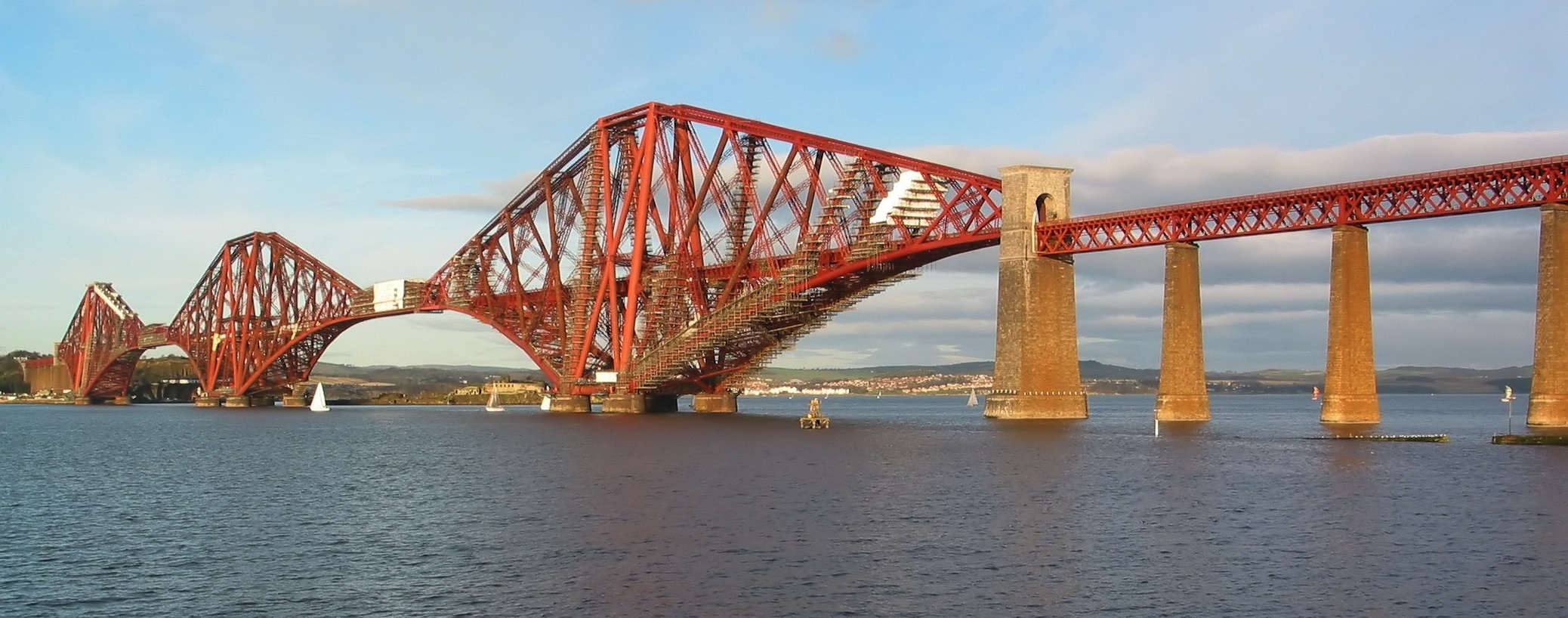
A Forth-híd

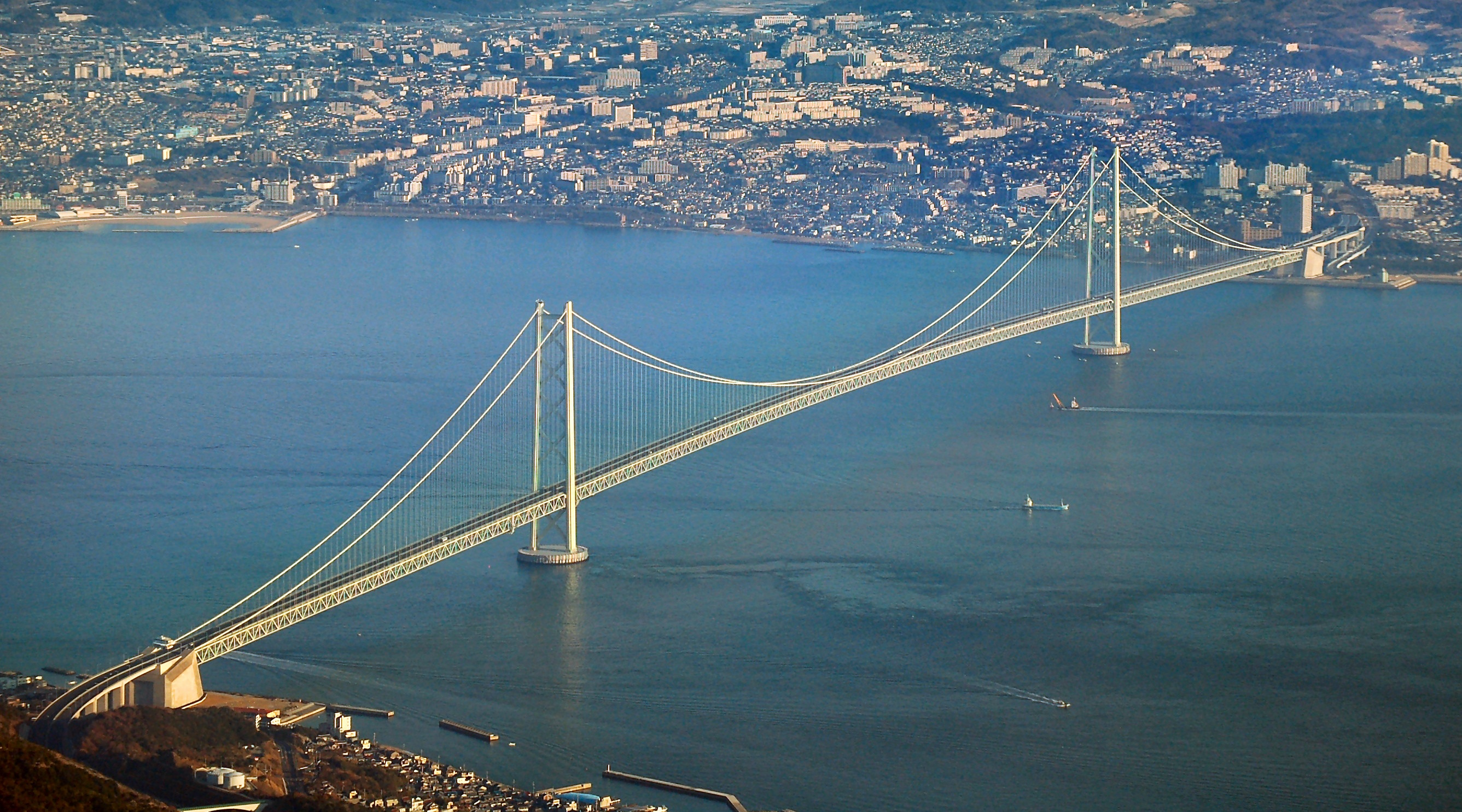
Az Akasi Kaikjó híd, a legnagyobb támaszközű híd

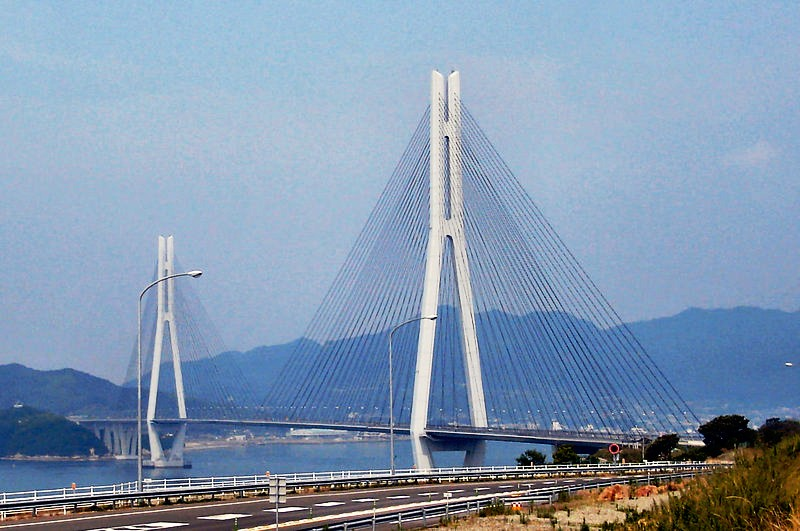
A Tatara híd, a legnagyobb támaszközű ferdekábeles híd

A híd olyan építmény, amely közlekedési vagy szállítási kapcsolatot teremt valamely hegyszoros, völgy, út, vasút, folyó, egyéb víztömeg, vagy más fizikai akadály két oldalán elhelyezkedő területek között. A hídnak egyúttal biztosítania kell az áthidalt akadályon zajló forgalom (pl. közút, vasút, hajózás) számára szükséges szabad teret (űrszelvényt).

## A hídépítés története
A hídépítés története egyidős az emberiség történetével. Az emberiség kezdetben csak a természet által létrehozott képződményeket (kidőlt fatörzsek, sziklaívek, lecsüngő liánok) használta, majd azok megfigyelésével tudatosan is létrehozta őket. A természeti népek a Föld különböző pontjain évezredeken keresztül hasonló szerkezeteket alkottak: egymás mellé fektetett és lefedett fatörzsekből gerendahidakat, az akadály fölé kinyúló gerendákból konzolhidakat, felkötött faágakból vagy a két végén rögzített kötelekből függesztett szerkezeteket (ezek közül legismertebbek az inka kötélhidak). Köztük a modern hidak valamennyi típusának egyszerű formája megtalálható.
Az ókorban a hidakat már ezzel foglalkozó mérnökök tervezték, s bár alapvetően tapasztalati úton építettek, a tervezés sokkal tudatosabbá vált. A hidakhoz fát, égetett téglát, követ használtak. Kisebb akadályok áthidalásánál gerendahidat, nagyobbaknál általában íves szerkezetet alkalmaztak. Vízvezetékek és csatornák számára bámulatos akvaduktokat, nagy vízfelületeken való átkelésre pontonhidakat építettek. A rómaiak az említett anyagokon kívül ismerték a betont, tudták, hogy lehet évezredekig álló tartós hidakat építeni, de azt is, hogy kell gyorsan megépíthető fa hadihidakat létrehozni.
A Római Birodalom bukása után a kereskedelem és szállítás jelentősége csökkent, és az összegyűjtött mérnöki tudás nagy része is feledésbe merült; Európában hosszú ideig nem építettek hasonló jelentőségű hidakat. A fejlődés keletre, Perzsiába, Indiába, majd Kínába és Japánba helyeződött át. Itt a konzolos és gerendahidakon kívül egyre laposabb és nagyobb nyílású ívhidakkal, valamint vasláncokra függesztett hídszerkezetekkel is találkozhatunk. Az európai hídépítés néhány középkori példa, mint az épületekkel telezsúfolt lakóhidak után a reneszánsz időszakban kelt ismét életre: az egyre gyakoribb hídépítéseknél egyre nagyobb, laposabb, karcsúbb íveket használtak, miközben a reneszánsz gondolkodók új ötletekkel (rácsos szerkezetek variációi, vonórudas ívek, fém hídszerkezetek, függőhidak, a mechanika tudományának alapjai) szolgáltak a következő évszázadok mérnökei számára.
A felvilágosodás és az ipari forradalom korában új anyagok, szerkezetek, technológiák jelentek meg, a tapasztalati úton történő tervezés mellett pedig megjelent a matematikai számításokon alapuló elméleti tervezés. 1779-ben az Iron Bridge-dzsel az öntöttvas, a 19. század elején a kavartvas (hegeszvas), 1828-ban pedig az acél jelenik meg a hídépítésben. Azonban az öntöttvasat (mely kemény és ellenálló a nyomással szemben, de rideg és ezért gyengén állja a húzást) csak a 19. század közepére kezdte kiszorítani a kavartvas (mely puha és megmunkálható, ezáltal az öntöttvassal éppen ellentétes tulajdonságokkal bír). Az anyagok ellentétes tulajdonságait több mérnök úgy használta ki, hogy mindkettőt használta a szerkezetekben úgy, hogy mindig az előnyös tulajdonságaik érvényesüljenek. Az acél egyesítette a két anyag előnyös tulajdonságait hátrányaik nélkül, de az 1860-as évekig nem tudták nagy mennyiségben és megbízható minőségben előállítani. Ennek a következménye, hogy a század első felében az öntöttvas és a kavartvas, második felében pedig a kavartvas és az acél egymás mellett léteztek a hídépítésben. A beton 18. század második felében való újrafelfedezése után a 19. század elején megjelent a hídépítésben, kezdetben nagy tömegű alapozásoknál, pilléreknél, de a század közepétől már egész ívhidakat építettek belőle. Bár már kezdetektől kísérleteztek a beton kavartvassal való megerősítésével, a vasbeton feltalálására az 1870-es évekig várni kellett. Az 1880-as években a kavartvasat acél váltotta fel a vasbetonban, és megkezdődhetett a vasbetonszerkezetek máig tartó fejlődése.

## Hídtípusok
A hidakat több szempont alapján lehet osztályozni, itt a leggyakoribb csoportosítási szokásokat ismertetjük.
A főtartó anyaga lehet
- kő, beton (esetleg tégla)
- fa
- fém (ma főként acél, ritkábban alumínium, régebben öntöttvas, majd kavartvas vagy hegeszvas)
- vasbeton
- szálerősítésű műanyagok (alkalmazhatóságára kísérletek zajlanak)
- vagy ezek – főleg az acél és vasbeton – kombinációja (öszvértartó)
- növény – léteznek élő hidak Japánban, illetve Indiában – bizonyos növények indáit, illetve gyökereit vezetik át speciális eljárással a folyó egyik partjáról a másikra, a gyökerek a túloldalon megkapaszkodnak és ezek rendszeréből gyalogos átkelésre alkalmas élő hidakat hoznak létre.[1][2][3]

A főtartó erőjátéka szerinti főbb típusok
- hajlító és nyíró igénybevételek
  - gerendahíd
  - kerethíd
  - konzolos híd
- döntően nyomott elemekből álló szerkezet
  - ívhíd
  - tárcsahíd
- döntően húzott elemekből álló szerkezet
  - függőhíd (speciális esetei a lánchíd és a kábelhíd)
  - ferdekábeles híd
- átmeneti típusok:
  - Langer-tartós híd – a gerendahíd és az ívhíd átmenete
  - extradosed híd – a gerendahíd és az ferdekábeles híd átmenete

A főtartó kialakítása szerint lehet
- tömör
- rácsos
- Vierendeel

A főtartó és a pályaszerkezet kapcsolata szerint
- felsőpályás
- alsópályás
- süllyesztett pályás

Statikai rendszerük szerint
- statikailag határozott – a kéttámaszú hidak általában
- statikailag határozatlan – többtámaszú hidak általában (kivétel például a Gerber-tartós híd, mely egy statikailag határozott többtámaszú gerendahíd)

A hídon átvezetett vonal rendeltetése szerint lehet
- közúti
- vasúti
- gyalogos-
- vezetéktartó
- csatorna- és
- védőhíd

A csatornahíd szolgálhat csak a víz szállítására (pl. a római akvaduktok), de lehet akár hajózható is. Előfordulnak továbbá többfunkciós hidak is, például közös közúti-vasúti hidak, illetve gyakran vezetnek át ugyanazon a szerkezeten valamilyen közlekedési vonalat és közművezetékeket.
A várható élettartam szerint
- állandó (50–150 év),
- félállandó (5–10 év) és
- ideiglenes (max. 1–2 év) hidakról beszélünk

Az ideiglenes híd lehet vendéghíd, azaz olyan ideiglenes fahíd, mely csak rövid időre létesül valamely régi híd vagy árvíz által elsodort híd mellett, és csak addig van használatban, amíg a régi hidat kijavítják vagy átépítik, illetve az elsodort helyébe újat építenek, illetve munkahíd, mely arra szolgál, hogy rajta szállítsák az építőanyagokat, gépeket stb. a munkahelyre (pl. a folyóba, szigetre), és hogy azon közlekedjenek a munkások. Az ideiglenes hidak egy speciális csoportját alkotják a pontonhidak, melyeket egymás mellé kötött úszó létesítményekből szerelnek össze (pl. Európa híd – Budapest, 2003. március 14–16.).
Az áthidalt akadály jellege szerint van két csoport, melyre külön elnevezést szoktak alkalmazni, ezek a
- felüljáróhíd, ami valamilyen közlekedési útvonal (közút, vasút) keresztezésére szolgál, és a
- völgyhíd vagy viadukt, mely a híd hosszának csak kisebb részében vagy egyáltalán nem hidal át vízfolyást, vagy valamely közlekedési eszközt, és elsősorban azért létesítették, hogy egy mély völgy fölötti magas töltés építését elkerüljék.

Mederhíd a hídnak az az (általában középső, fő) része, amely a víztest (folyam, folyó, patak stb.) medre felett található, és amelyhez rendszerint sziget feletti, ártéri és oda vezető hidak vagy hídrészek csatlakoznak. A mederhíd gyakran szerkezetileg, funkcionálisan és esztétikailag is más kialakítású, mint a kapcsolódó hidak vagy hídrészek.
Vannak még különleges hídtípusok, amelyek napjainkban már ritkán használatosak, vagy csak valamilyen különleges igény felmerülése esetén szokás azokat alkalmazni. Például:
- Úszóhíd – Fából készült felszerkezetét a vízen úszó fahajók vagy pontonok tartják.
- Mozgatható híd – A hajózási csatornák fölött átvezető, továbbá a kikötőbejáratok felett épülő hidak felszerkezetét gyakran úgy építik meg, hogy az a helyéből könnyen kimozdítható (billenthető, elfordítható, felemelhető, eltolható, összecsukható) legyen. Mozgatható híd volt a középkori várkapuk felvonóhídja is.
- Szétszedhető híd – Jellemzően katonai célokra készülő hidak, amelyek szerkezetét rövid idő (néhány óra) alatt fel lehet állítani, illetve szét lehet szerelni, alkatrészei pedig könnyen szállíthatóak.

## Hidak szerkezeti felépítése
- Alépítmény
  - Alapozás: a földfelszín alatti rész
  - Felmenőrész: a földfelszín feletti rész
    - Hídfő
      - Szárnyfal
      - Térdfal
      - Felmenőfal
      - Töltéslezárás

    - Pillér
      - Szerkezeti gerenda
      - Felmenőfal vagy oszlop
- Felszerkezet
  - Hídpálya
    - Közúti burkolat vagy vasúti felépítmény
    - Vízelvezetés és szigetelés
    - Hídtartozékok
      - Korlát
      - Védőberendezések
      - Világítóberendezések
      - Vizsgálóberendezések
      - Üzemi vezetékek

  - Áthidalószerkezet
    - Pályaszerkezet
    - Főtartószerkezet
    - Saruk, csuklók

## A hidak méretei
A hidak méreteinek leírására több különböző fogalmat használnak.
- Vízszintes értelemben:
  -     - támaszköz: a szomszédos saruk tengelytávolsága[4]
    - hídnyílás vagy szabad nyílás: a hídfők vagy pillérek oldalfelületei közti távolság az árvízszint magasságában
    - teljes hossz
      - a szélső hídfők vagy pillérek oldalfelületei közötti távolság
      - a szélső saruk tengelytávolsága
      - a szerkezet teljes hossza
- Függőleges értelemben:
  -     - a hídpályának a föld- vagy vízfelszíntől mért távolsága
    - a híd magassága a pálya felett
    - a híd magassága a föld- vagy vízfelület felett
    - nyílmagasság vagy ívmagasság: az ívvonal alsó és felső pontja közötti (függőleges) távolság

## Hidak hatékonysága
A hidak szerkezeti hatékonysága meghatározható a méretezésnél számításba vett hasznos terhek és a híd önsúlyának arányaként. Egy népszerű versenyben diákok csapatokat alkotnak, és minden csapat kap egy adott mennyiségű fapálcikát, ragasztót, megadják az áthidalandó támaszköz nagyságát, és az a feladatuk, hogy építsenek egy hidat, amelyet a támaszköz közepén a progresszív összeomlásig növelt terheléssel tesztelnek. A legnagyobb próbaterhelést elbíró híd szerkezetileg a leghatékonyabb. Pontosabb a feladat értékelése, ha nem adott mennyiségű alapanyagot biztosítunk, hanem megmérjük a kész híd tömegét, majd meghatározzuk, hogy ennek a tömegnek hányszorosát bírja el a híd. A próba így még jobban előtérbe helyezi az anyagtakarékosságot és a ragasztott csomópontok hatékonyságát. Az utóbbi módszert alkalmazzák a valódi hidak szerkezeti hatékonyságának meghatározásához is.
Egy híd gazdasági hatékonysága hely- és forgalomfüggő. A híd meglétével elért megtakarítások (például a komp, vagy a hosszabb út költségeihez képest) és a híd árának hányadosaként lehet meghatározni. A teljes élettartamra számított költségek tartalmazzák az anyag-, munka-, gép- és mérnöki költségek mellett, a tőketeremtés, biztosítás, fenntartás, felújítás, végül a bontás és az ehhez kapcsolódó hulladékkezelés, -újrahasznosítás költségeit.
A csak nyomóerőre igénybe vett szerkezetű hidak szerkezeti hatékonysága általában kisebb, költséghatékonyságuk mégis kimagasló lehet ott, ahol a megfelelő anyagok a közelben rendelkezésre állnak, és az élőmunka költségei alacsonyak. Közepes támaszközök áthidalására rendszerint a rácsos vagy szekrénytartós gerendák a leggazdaságosabbak, míg némely esetekben a híd megjelenése fontosabb lehet, mint a költséghatékonysága. Nagyobb támaszközöknél rendszerint függőhíd építése szükséges.

## Hidak „legjei”

### Külföldön
- Akasi Kaikjó híd, Japán – a legnagyobb támaszközű híd (1991 m, a pilon magassága 297 m, 1998)
- Nagy-Bælt híd, Dánia – Európa legnagyobb támaszközű hídja (1624 m, 1998)
- Magdeburgi csatornahíd, Németország – Európa legnagyobb csatornahíd (918 m, 2003)
- Tatara híd, Japán – a legnagyobb támaszközű ferdekábeles híd (890 m, 1999)
- Normandia híd, Franciaország – Európa legnagyobb támaszközű ferdekábeles hídja (856 m, 1995)
- Lupu híd, Kína – a legnagyobb támaszközű ívhíd (550 m, 2003)
- Wushan híd, Kína – a legnagyobb támaszközű vasbetonnal kitöltött acélcsöves ívhíd (460 m, 2005)
- Vanhszien híd, Kína – a legnagyobb támaszközű vasbeton ívhíd (420 m, 1996)
- Krki híd, Horvátország – Európa legnagyobb támaszközű ívhídja (390 m, 1980)
- Szt. Lőrinc híd vagy Québec híd, Kanada – a legnagyobb támaszközű gerendahíd (549 m, 1917)
- Stolma híd, Norvégia – a legnagyobb támaszközű feszítettbeton gerendahíd (301 m, 1998)
- Costa e Silva híd vagy Rio-Niteroi híd, Brazília – a legnagyobb támaszközű acélgerenda híd (300 m, 1974)
- Lake Pontchartrain Causeway, USA – a leghosszabb híd (45,7 m, teljes hossz: 38,4 km, 1956)
- Tonghaj-híd, Kína – a leghosszabb tengeri híd (400 m, teljes hossz: 32,5 km, 2005)
- Vasco da Gama híd, Portugália – Európa leghosszabb hídja (420 m, teljes hossz: 17,2 km, 1998)
- Millau-i völgyhíd, Franciaország – a legmagasabb híd (342 m, pilon magassága a talaj felett 343 m, a pálya felett 89 m, 2004)

### Magyarországon
- Széchenyi lánchíd, Budapest: Magyarország első nagy méretű lánchídja
- Szabadság híd, Budapest: Magyarország legnagyobb támaszközű acél rácsostartós hídja (175 m, 1896)
- Erzsébet híd, Budapest: Magyarország legnagyobb támaszközű függőhídja (290 m, 1964)
- Pentele híd, Dunaújváros: a világ legnagyobb támaszközű kosárfüles ívhídja (308 m, teljes hossz: 1678 m, 2007)
- Kőröshegyi völgyhíd: Magyarország legnagyobb völgyhídja (120 m, 80 m magas, teljes hossz: 1872 m, 2007)
- Megyeri híd, Budapest: Magyarország legnagyobb ferdekábeles hídja (300 m, teljes hossz: 1862 m, 2008)
- Bertalan híd, Szeged: Magyarország legnagyobb támaszközű acél gerendahídja (144 m, 1979)
- Varasdi völgyhíd: Magyarország legnagyobb támaszközű vasbeton ívhídja (98 m, 1953)
- Zalalövői völgyhíd: Magyarország leghosszabb vasúti hídja (45 m, teljes hossz: 1400 m, 2000)
- Kilenclyukú híd, Hortobágy: az egyik első, ma a leghosszabb forgalomban lévő kőhíd Magyarországon
- Szent István völgyhíd, Veszprém: Magyarország legelső felsőpályás vasbeton ívhídja

## Egyéb nevezetes hidak
- Brooklyn híd, New York, USA
- Golden Gate híd, San Francisco, USA – sokáig csodaszámba ment méreteivel, merész műszaki kivitelezésével
- Forth Bridge, Skócia – a Firth of Forth tengeröblön ível át a ma is használt, 110 éves vasúti híd
- Confederation híd, Kanada – óriási időszakosan befagyó vízfelület felett ível át
- Menai-szoros hídja, Wales – az első lánchíd
- Mackinac híd, Michigan – a leghosszabb volt a 90-es évekig
- Øresund híd – Dániát és Svédországot köti össze az Øresund-tengerszoros felett
- Severn híd, Anglia, Bristol
- Sunshine Skyway híd, Florida, Tampa öböl
- Sydney Harbour híd – Sydney korábbi jelképe
- Tacoma Narrows híd, Washington – 1940. november 7-én a széllökések hatására belengett, s összeomlott
- Tower Bridge, Anglia – London szimbóluma
- Traianus hídja – római híd a Dunán, csak romokban
- Kápolna-híd (Kapellbrücke)(1993 ban egy része leégett)
- Chengyang-híd Kína, Don régió
- Alcántara-híd Spanyolország, Tagus folyó
- Stari most (Öreg híd) Bosznia-Hercegovina, Neretva-folyó
- Si-o-se Pol Irán
- Rialto híd Olaszország, Velence
- Károly híd Csehország, Prága
- Juscelino Kubitschek, Brazília egyik jelképe lett
- Ponte Vecchio Olaszország, Firenze
- Bastei-híd Németország, Drezda közelében
- Krämerbrücke, Erfurt: Európa leghosszabb és legrégebbi lakott hídja
- Helix híd Szingapúr (DNS-t ábrázol, acélból és üvegből van kialakítva)
- Capilano-függőhíd Kanada, Vancouver
- Puente Nuveo Ronda, Spanyolország
- Mesebeli-híd Kína, Huangshan hegység

## Nevezetes hídépítők

### Külföldi hídépítők
- Mandroklész
- Apollodórosz
- Szt. Bénezét
- Jean-Rodolphe Perronet
- John Rennie
- Thomas Telford
- William Tierney Clark
- Robert Stephenson
- Isambard Kingdom Brunel
- James Buchanan Eads
- John Augustus Roebling és Washington A. Roebling
- Othmar Hermann Ammann
- Antonio da Ponte
- Joseph B. Strauss

## További információk

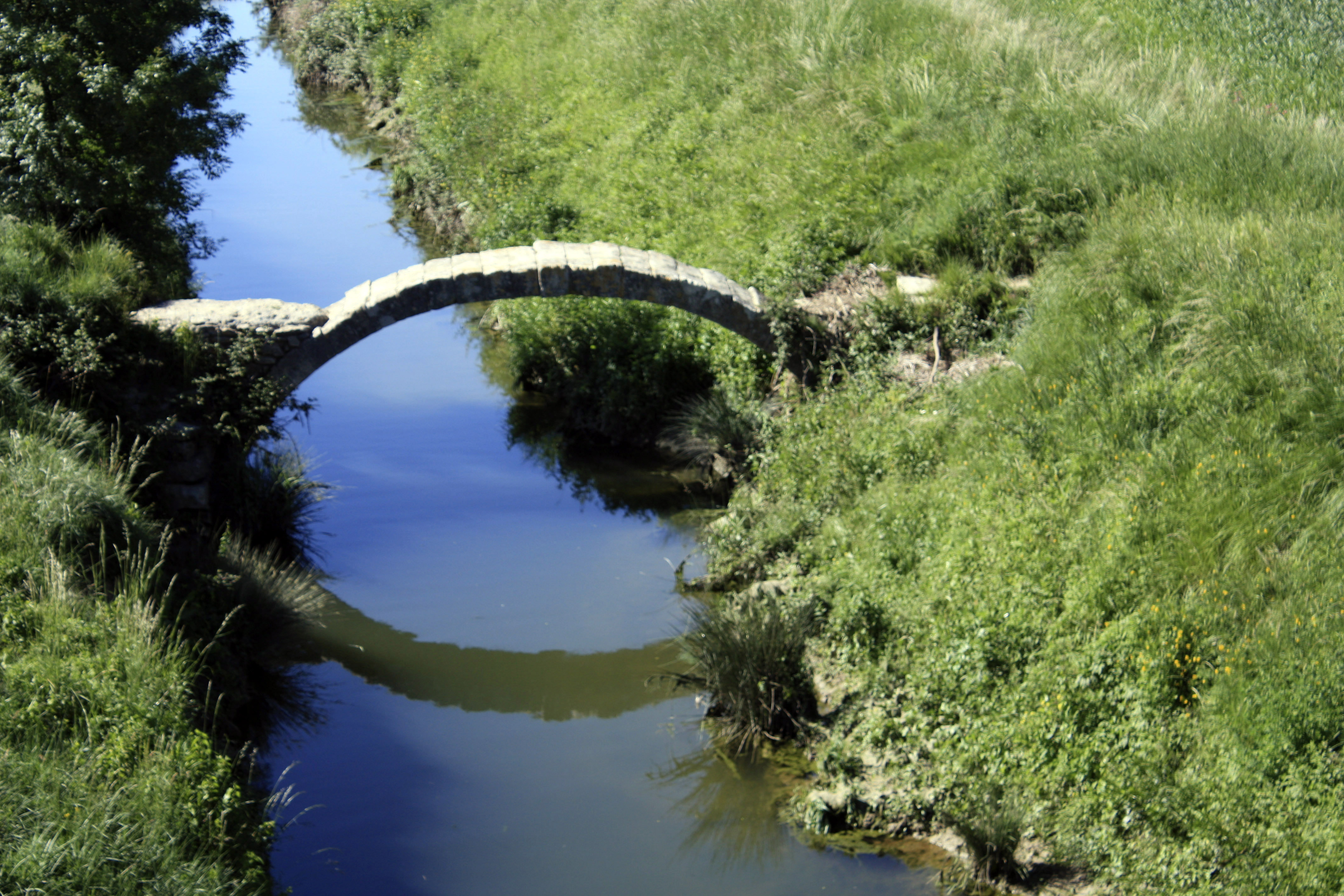
Hidacska egy patak fölött

### Hazai hídépítők
- Verancsics Faustus
- Clark Ádám
- Feketeházy János
- Kherndl Antal
- Zielinski Szilárd
- Mihailich Győző
- Sávoly Pál
- Palotás László
- Povolny Ferenc
- Hunyadi Mátyás

## Bibliográfia
- David J. Brown: Hidak – Háromezer éve harcban a természettel; ford. Medved Gábor (Kossuth Kiadó, 2004) ISBN 963-09-4511-8
- Medved Gábor: Történetek a világ hídjairól (TERC Kft., 2001) ISBN 963-00-6871-0
- Iványi Miklós: Hídépítéstan – Acélszerkezetek (Műegyetem Kiadó, 1998) ISBN 963-420-578-X
- Jankó László: Vasbeton hídszerkezetek (Műegyetem Kiadó, 1998)
- Nemzetközi adatbázis és képtár